# 阿布法尔特斯巴赫
阿布法尔特斯巴赫是奥地利蒂罗尔州利恩茨县的一个市镇。总面积10.27平方公里，总人口644人，人口密度62.7人/平方公里（2005年）。